# Ordem da Santíssima Trindade

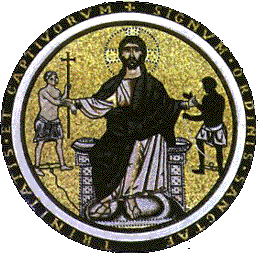
Mosaico de Jesus Cristo usado como emblema dos trinitários

A Ordem da Santíssima Trindade para a Redenção dos Cativos, Ordem da Santíssima Trindade ou Ordem dos Trinitários (em latim: Ordo Sanctissimae Trinitatis redemptionis captivorum; sigla: O.S.S.T.) é uma ordem religiosa católica fundada no final do século XII em Cerfroid, 80 km a nordeste de Paris, por São João de Mata e São Félix de Valois. O Papa Inocêncio III aprovou a regra da ordem com a sua carta Operante divine dispositionis clementia, emitida a 17 de dezembro de 1198.
Ao longo dos séculos, a Regra Trinitária sofreu várias revisões, nomeadamente em 1267 e em 1631, e foi complementada por estatutos e constituições. Desde o início que um dedicação especial ao mistério da Santíssima Trindade tem sido um elemento primordial da vida da Ordem. O objetivo que presidiu à fundação da Ordem foi o resgate de cristãos cativos por não cristãos durante as Cruzadas.

## História
Pouco depois da aprovação papal, o ministério trinitário para os cativos cristãos foi incorporado no nome da ordem. Além dessa função, cada comunidade local de trinitários servia as pessoas da região em áreas como as de hospitalidade, cuidar dos doentes e pobres, manutenção de igrejas, educação, etc. Em alguns casos, os trinitários também assumiram o trabalho de evangelização.

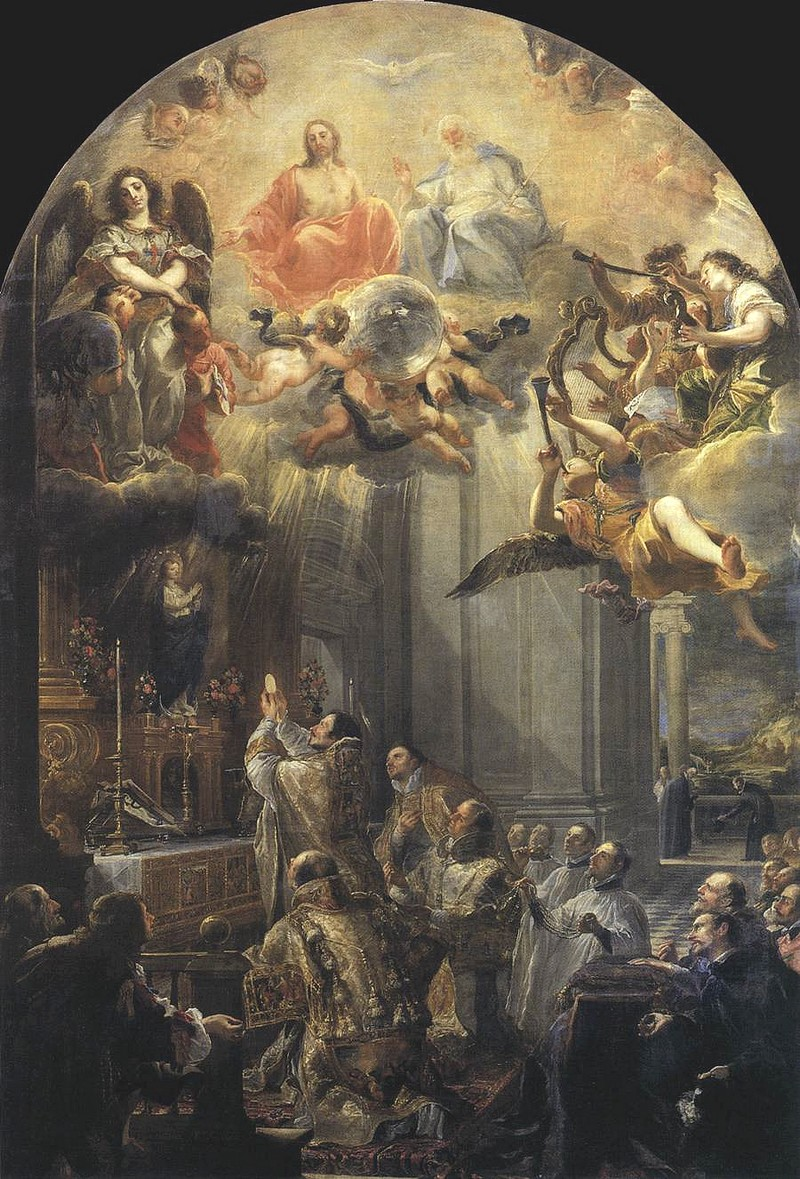
Missa da Fundação da Ordem dos Trinitários, da autoria de Juan Carreño de Miranda.

A Ordem fundada pelos frades João e Félix expandiu-se rapidamente para além dos três mosteiros iniciais (em Cerfroid, Planels e Bourg-la-Reine) para uma extensa rede de casas empenhadas no resgate de cativos cristãos e nas obras de caridade levadas a cabo nas áreas onde se localizavam. A primeira geração de trinitários teve cerca de 50 fundações. No norte de França, os membros da Ordem eram conhecidos como os Mathurins, porque a partir de 1228 passaram a ter a sua sede na igreja de São Mathurin em Paris.
A recolha de fundos e conhecimentos económicos foram aspetos importantes da vida da Ordem. O requisito das regras do tertia pars, que determinava que um terço de todos os rendimentos fossem reservados para o resgate de cativos, passou a ser uma característica determinante da Ordem.
A Ordem foi muito ativa no século XIII, enquanto que nos séculos seguintes se assistiu a períodos de dificuldade e mesmo declínio em certas áreas. O Concílio de Trento (1545–1563) foi um ponto de viragem na vida da Igreja. Na sua 25ª sessão tratou-se do clero regular, das freiras e da reforma das ordens religiosas. Entre os trinitários em França manifestaram-se interesses e energias reformistas, com a fundação em Pontoise, no norte de Paris, no último quartel do século XVI. Em Espanha, trinitários com posições reformistas começaram por estabelecer o movimento conhecido como a "Lembrança". Ainda em Espanha, São João Batista da Conceição, funda o movimento dos Trinitários Descalços (ou Descalços Espanhóis), cujo primeiro convento foi fundado em Valdepeñas (província de Cidade Real) em 1600 e seguiram-se outros oito nos cinco anos seguintes. Os trinitários descalços adotaram um hábito mais grosseiro que o usual e usavam apenas sandálias. A seguir a este renascimento da Ordem, estas assistiu a largos períodos de crescimento e desenvolvimento.
Nos séculos seguintes, acontecimentos na Europa como revoluções, proibições governamentais e guerras civis tiveram graves consequências para os trinitários, cuja Ordem declinou significativamente. Durante as últimas décadas do século XIX, a Ordem voltou a crescer lentamente em Itália e Espanha. Os seus membros dedicavam-se a promover a devoção à Santíssima Trindade, evangelizando não cristãos, ajudando imigrantes, educando os mais novos e envolvendo-se na vida das paróquias.
Atualmente a Família Trinitária é composta por padres, frades (irmãos), freiras (em clausura e "irmãs ativas"), assim como laicos comprometidos. Identificam-se pela cruz com braços azuis e vermelhos que remonta às origens da Ordem. Os trinitários estão presentes por toda a Europa, América, África, Índia, Coreia e Filipinas.